# Felip Dalmau II de Rocabertí
Felip Dalmau II de Rocabertí i de Castre-Pinós (o de Castro) fou vescomte de Rocabertí, fill del vescomte Jofre VII de Rocabertí i Joana de So i de Castro, des de 1479 fins a 1512. Amb tot ja estava associat al govern del vescomtat des de 1476, ja que el seu pare estava malalt, però és possible que durant el cautiveri del pare també s'hagués encarregat del govern vescomtal, juntament amb la seva mare i el seu oncle Dalmau Climent de Rocabertí. Com el seu pare continuà amb els plets sobre la possessió de la baronia de Verges, en mans del seu cosí Onofre de Rocabertí. El 1483 va donar la baronia de Sant Llorenç de la Muga, recent alliberada dels francesos, i el lloc de Terrades al seu germà Pere de Rocabertí i de Castro.

## Núpcies i descendències
Es casà amb:
- Isabel (o Elisabet) de Rocabertí, filla de Pere de Rocabertí, baró de Sant Mori. Fills:
  - Martí Onofre I de Rocabertí, l'hereu.
  - Jofre, mort de petit.
  - Estefania.

- Constança de Bellera
  - Francesc de Rocabertí, casat amb Beatriu Joana de Pau i originaris del llinatge dels Rocabertí-Pau-Bellera.
  - Maria de Rocabertí, casada amb Joan d'Albion.
  - Alfons
  - Felip, mort el 1515.
  - Anna